# Alenka Ermenc
Alenka Ermenc, slovenska generalka, * 5. september 1963, Ljubljana. 

## Vojaška kariera
Januarja 2006 je postala poveljnica novoustanovljenega 5. obveščevalno-izvidniškega bataljona Slovenske vojske; s tem je postala prva ženska poveljnica bataljona v Slovenski vojski.
Maja 2009 je postala načelnica v sektorju za kadre Generalštaba Slovenske vojske; junija istega leta pa je odšla na šestmesečno misijo KFOR na Kosovo.
13. maja 2011 je bila kot prva ženska častnica povišana v čin brigadirke Slovenske vojske; čin ji je formalno izročila obrambna ministrica Ljubica Jelušič 15. maja istega leta na osrednji prireditvi v Cerkljah ob Krki ob 20. obletnici Slovenske vojske.
V letu 2018 je bila imenovana za namestico načelnika Generalštaba Slovenske vojske.
23. novembra 2018 jo je predsednik Borut Pahor kot prvo žensko v Slovenski vojski povišal v čin generalmajorke. 27. novembra 2018 je minister za obrambo Karl Erjavec potrdil, da bo Alenka Ermenc imenovana za 8. načelnico Generalštaba SV, s čimer je postala prva ženska na svetu na tako visokem položaju.

## Odlikovanja
- bronasta medalja generala Maistra z meči
- srebrna medalja Slovenske vojske
- spominski znak Premik 1991
- spominski znak ob deseti obletnici vojne za Slovenijo